# Darmstädter Kunstedition Merck
Die Darmstädter Kunstedition Merck ist eine Monografische Reihe zu Kunst und Künstlern.
Die Kunstedition wird von E. Merck, der auch Mehrheitsanteile der Merck KGaA gehören, herausgegeben und in Darmstadt verlegt. Die Erstausgabe erschien 1980. In der Zeitschriftendatenbank wird die Reihe den Sachgruppen Künste und Bildende Kunst zugeordnet. Zu den Autoren zählen Bernd Krimmel, Eugen M. Wolpert, Hanne F. Juritz und Kunsthistoriker wie Peter Anselm Riedl. Häufig werden bekannte Künstler mit Darmstädter Kontext wie Barbara Bredow, Esteban Fekete, oder Matthias Will in denen ihnen gewidmeten Ausgaben vorgestellt.  Anfangs erschienen pro Jahr mehrere Bücher mit einer Seitenzahl von ca. 50 Seiten, später gab es eine jährliche Ausgabe. Nach einem einleitenden Text gab es Darstellungen der Werke der jeweilig vorgestellten Künstler. Das Format war mit 21 × 22 cm fast quadratisch.

## Ausgaben (Auswahl)
- Erinnerte Ansichten / Helmut Lortz, Band 8, 1983
- Blüten und Blumen / Klaus Fußmann,  Band 9, 1984
- Stilleben / Heidy Stangenberg-Merck, Band 10, 1984
- Spiegelbilder des Lebens / Hetty Krist, Band 17, 1987